# Ovidi
|  | Per a altres significats, vegeu «Ovidi de Braga». |

Publi Ovidi Nasó (llatí: Publius Ovidius Naso; Sulmona, al país dels pelignes, el 20 de març del 43 aC - Tomis, actual Constanța, l'any 17 o 18), conegut simplement com a Ovidi, fou un poeta romà que va escriure sobre temes d'amor, dones abandonades i transformacions mitològiques. Se'l compta, junt amb Virgili i Horaci, com un dels tres poetes per excel·lència de la literatura llatina. Ovidi va ser àmpliament considerat el més gran mestre del dístic elegíac. La seva poesia, molt imitada durant el final de l'edat antiga i l'edat medieval, va tenir una influència decisiva en l'art i literatura d'Europa durant molts segles.
Ovidi escrivia en dístics elegíacs amb només dues excepcions: la seva Medea perduda, els dos fragments de la qual que es conserven estan en trimetres iàmbics i en anapests, respectivament, i les seves grans Metamorfosis, que va escriure en hexàmetres dactílics, el metre de l'Eneida de Virgili i l'èpica d'Homer. Ovidi ofereix una èpica diferent a la dels seus predecessors, una història cronològica del cosmos des de la creació fins al seu propi dia, i incorpora molts mites i llegendes sobre transformacions sobrenaturals pròpies de les tradicions grega i romana.

## Vida
Ovidi parla més sobre la seva pròpia vida que la majoria dels poetes romans. La informació sobre la seva biografia ha estat bàsicament elaborada a partir de la seva poesia, sobretot Tristia 4,10, que dona un relat autobiogràfic llarg de la seva vida. Altres fonts inclouen Marc Anneu Sèneca i Quintilià.

### Naixement, primers anys de vida, i matrimoni
Ovidi va néixer a Sulmo (actual Sulmona), en una vall apenina a l'est de Roma, fill d'una família d'equites important, el 20 de març del 43 aC, un any significatiu en la política romana.[a] Va ser educat en retòrica sota els professors Arel·li Fusc i Marc Porci Latró juntament amb el seu germà, que era excel·lent en oratòria. El seu pare el va fer estudiar retòrica per poder estudiar lleis. Després de la mort del seu germà Luci quan tenia 20 anys, Ovidi va renunciar a fer lleis i va començar a viatjar a Atenes, on va aprendre el grec, Àsia Menor, i Sicília. Va tenir càrrecs públics menors, com per exemple tresviri capitales i decemviri stlitibus iudicandis, però ho va rebutjar per ser poeta, decisió que segurament el seu pare va desaprovar. La seva primera recitació ha estat datada pels volts del 25 aC, quan tenia 18 anys. Formava part d'un cercle que girava al voltant del patró Marc Valeri Messal·la Corví, però sembla que va tenir amistat amb poetes en el cercle de Mecenàs. En Trist. 4.10.41–54, Ovidi menciona amistats amb Macre, Properci, Horaci, i Bas (amb prou feines va conèixer Virgili i Tibul, un altre membre del cercle de Messala, les elegies del qual admirava molt).
El seu pare li va buscar una esposa, però la unió fou de curta durada i se'n va divorciar; una segona esposa, també escollida pel pare, va seguir el mateix camí; va tenir una amant, molt probablement de la família imperial, de la qual segurament parla en les poesies i que s'ha dit que podria ser Júlia (filla d'August), cosa bastant improbable, ja que aquesta estava desterrada des de l'any 2 aC i l'afer es devia destapar cap a l'any 8; després del seu afer, es va casar amb una tercera dona, aquesta vegada elegida per ell mateix, de la família Fàbia; havia tingut una filla, i una altra filla, Peril·la va néixer del seu tercer matrimoni (Peril·la es va casar dues vegades i va tenir un fill de cada marit). La seva última dona, per raó de les seves connexions familiars, l'ajudaria molt durant el seu exili a Tomis.

### Èxit literari

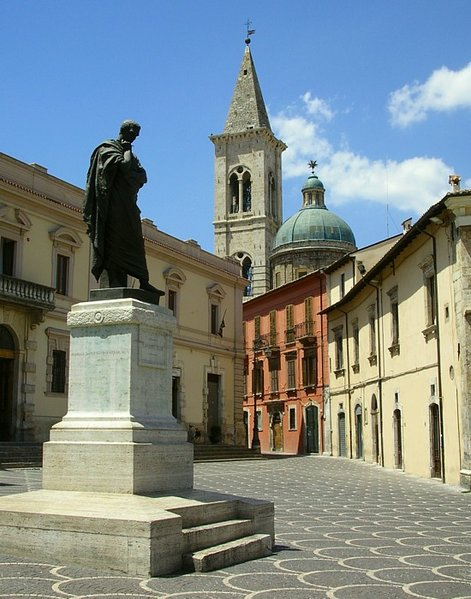
Vista de l'estàtua d'Ovidi a la Piazza XX Settembre, Sulmona, Itàlia

Els primers 25 anys de la carrera literària d'Ovidi, els va dedicar principalment a escriure poesia amb mètrica elegíaca sobre temes eròtics. La cronologia d'aquestes primeres obres no és segura; tanmateix, els estudiosos n'han establert dates provisionals. Es creu que la seva primera obra és Heroides,
cartes d'heroïnes mítiques als seus amants absents, que pot haver estat publicada el 19 aC, tot i que la data és incerta, ja que depèn de la nota en Am. 2.18.19–26, que sembla descriure la col·lecció com a primera obra publicada.
L'autenticitat d'alguns d'aquests poemes ha estat qüestionada, però aquesta primera edició probablement contenia els primers 14 poemes de la col·lecció. La primera col·lecció de cinc llibres dels Amores, una sèrie de poemes eròtics adreçats a una amant, Corinna, es creu que van ser publicats al 16-15 aC; la versió que ens ha arribat a nosaltres, redactada en tres llibres segons un epigrama prefixat al primer llibre, es creu que va ser publicada pels volts del 8-3 aC. Entre la publicació d'aquestes dues edicions d'Amores es pot datar la primera de les seves tragèdies, Medea, que fou admirada a l'antiguitat, però ara ja no existeix. El següent poema d'Ovidi, Medicamina Faciei, una obra fragmentària sobre tractaments de bellesa femenina, precedeix l'Ars Amatoria, l'Art de l'amor, una paròdia de la poesia didàctica i un manual de tres llibres sobre seducció i intriga, que ha estat datat en l'any 2. Ovidi pot identificar aquesta obra en el seu exili com a carmen, o cançó, que fou una causa del seu desterrament. L'Ars Amatoria fou seguit pel Remedia Amoris al mateix any. Aquest corpus de poesia eròtica i elegíaca proporcionà a Ovidi un lloc entre els elegíacs romans principals, Gal, Tibul i Properci, els quals el veien com a quart membre.
Pels volts de l'any 8 havia completat la seva obra més ambiciosa, Les metamorfosis, un hexàmetre èpic en 15 llibres que cataloga enciclopèdicament les transformacions en la mitologia grega i romana des del sorgiment del cosmos a la deïficació de Juli Cèsar. Les històries se succeeixen en la narració dels éssers humans transformats en nous cossos -arbres, pedres, animals, flors, constel·lacions, etc. Al mateix temps, treballava en els Fastos, un poema de sis llibres en dístics elegíacs que pren l'astronomia i el calendari de les festes romanes com a tema. La composició d'aquest poema fou interrompuda per l'exili d'Ovidi,[b] i es creu que Ovidi va deixar l'obra a mitges a Tomis. És probablement en aquest període, si és que les va fer realment Ovidi, que es van compondre les cartes dobles (16–21) en les Heroides.

### Exili a Tomis

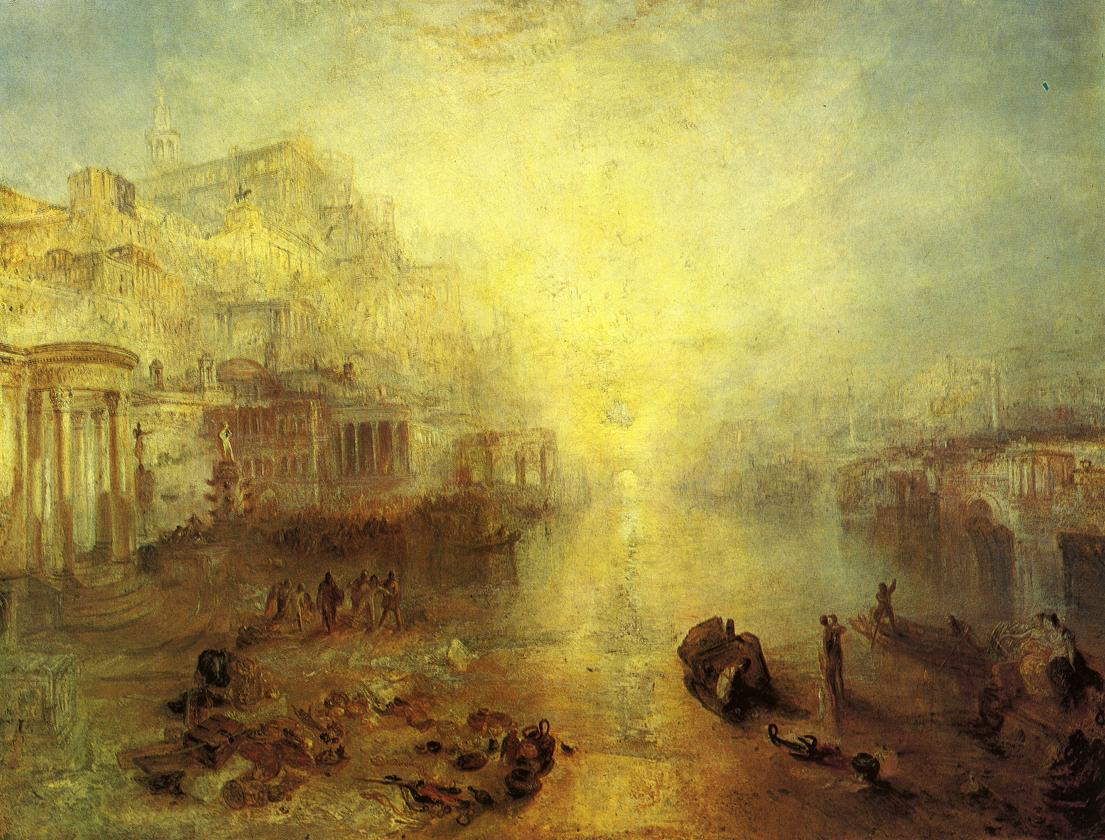
J. M. W. Turner, Ovidi expulsat de Roma, 1838

L’any 8, Ovidi fou desterrat a Tomis, en la mar Negra, per l'exclusiva intervenció de l'emperador August, sense cap participació del Senat o de cap jutge romà, un esdeveniment que es reflectiria en tota la seva poesia posterior. Ovidi va escriure que la raó del seu exili fou carmen et error –"un poema i un error"-, i afirmà que aquest delicte era pitjor que un assassinat, més perjudicial que la poesia. Els nets de l'emperador, Pòstum Agripa i Júlia, foren desterrats si fa no fa en la mateixa època que ell; el marit de Júlia, Luci Emili Paul·le, fou condemnat a mort per conspiració contra August, una conspiració sobre la qual Ovidi podria haver tingut coneixement. Les lleis Júlia de matrimoni de l'any 18 aC, que promovien el matrimoni monògam per tal d'incrementar la taxa de naixements entre la població, estaven fresques en la ment romana. Els escrits d'Ovidi en l'Ars Amatoria tocaven el greu delicte d'adulteri, i podria haver estat desterrat per aquestes obres que semblaven subversives a ulls de la legislació moral de l'emperador. No obstant això, per causa del llarg període transcorregut entre la publicació d'aquesta obra (1 aC) i l'exili (8 dC), alguns autors han suggerit que August va utilitzar el poema com a mera justificació d'alguna cosa més personal.
Va ser durant aquest exili quan Ovidi va escriure dues col·leccions més de poemes, les Tristia i les Epistulae ex Ponto, que il·lustren la tristesa i desolació lluny de Roma. En trobar-se lluny de Roma, no tenia accés a biblioteques, per la qual cosa es va veure obligat a abandonar la redacció dels Fastos, un poema sobre el calendari romà, del qual només tenim els sis primers llibres -de gener a juny. Els cinc llibres de l'elegíaca Tristia, una sèrie de poemes que expressen la desesperació del poeta a l'exili i l'advocació pel seu retorn a Roma, estan datats entre els anys 9-12. L'Ibis, un poema elegíac imprecatori que ataca un adversari a casa, pot ser datat també en aquest període. Les Epistulae ex Ponto, una sèrie de cartes a amics a Roma, en què els pregunta per l'efecte del seu retorn, es creu que són les seves darreres composicions, amb els primers tres llibres publicats l'any 13 i el quart llibre entre el 14 i el 16. L'exili poètic és particularment emotiu i personal. En les Epistulae parla de l'amistat amb els nadius (a Tristia són bàrbars aterridors) i d'haver escrit un poema en el seu idioma. (Ex P. 4.13.19–20). I no obstant això, es delia per Roma i per la seva tercera esposa, ja que molts dels poemes són per a ella. Alguns també estan dedicats a l'emperador August, a qui anomena Cèsar i a vegades Déu, mentre que d'altres són per a si mateix, als seus amics a Roma, i de vegades als seus propis poemes, en què expressa la solitud i l'esperança del record del desterrament o exili.
Les obscures causes de l'exili d'Ovidi s'han convertit en inacabables disquisicions per part dels estudiosos de l'antiguitat. De fet, els texts medievals que esmenten l'exili no ofereixen explicacions creïbles i les seves afirmacions semblen incorrectes interpretacions del que apareix a les obres d'Ovidi. El mateix Ovidi va escriure moltes referències a aquest delicte que donen obscures o contradictòries pistes. El 1923, l'estudiós J. J. Hartmann va proposar una teoria que no ha estat massa considerada entre els estudiosos de la civilització llatina avui –que Ovidi mai se'n va anar de Roma a l'exili i que totes les obres del seu exili són el resultat de la seva fèrtil imaginació. Aquesta teoria va ser recolzada i rebutjada als anys 30, especialment per autors neerlandesos. El 1985, un nou treball de recerca de Fitton Brown avançava nous arguments en suport d'aquesta teoria; l'article fou seguit per una sèrie de suports i refutacions en el curt espai de temps de cinc anys.
Entre les raons adduïdes per Brown tenim: que l'exili d'Ovidi només és conegut per la seva pròpia obra, llevat de "dubtosos" passatges de Plini el Vell, Estaci, però cap altre autor fins al segle iv; que l'autor d'Heroides fou capaç de separar el "jo" poètic de si mateix i de la seva vida real; que informació sobre la geografia de Tomis ja era coneguda per Virgili, Heròdot i pel mateix Ovidi en les seves Metamorfosis.[c] Els estudiosos ortodoxos, no obstant això, s'oposen a aquestes hipòtesis. Un dels principals arguments d'aquests estudiosos és que Ovidi no deixaria que els Fastos quedessin inacabats de manera indefinida, principalment perquè aquest poema significa la seva consagració com a poeta imperial.
Ovidi va morir a Tomis després de quasi deu anys d'exili.

## Obra

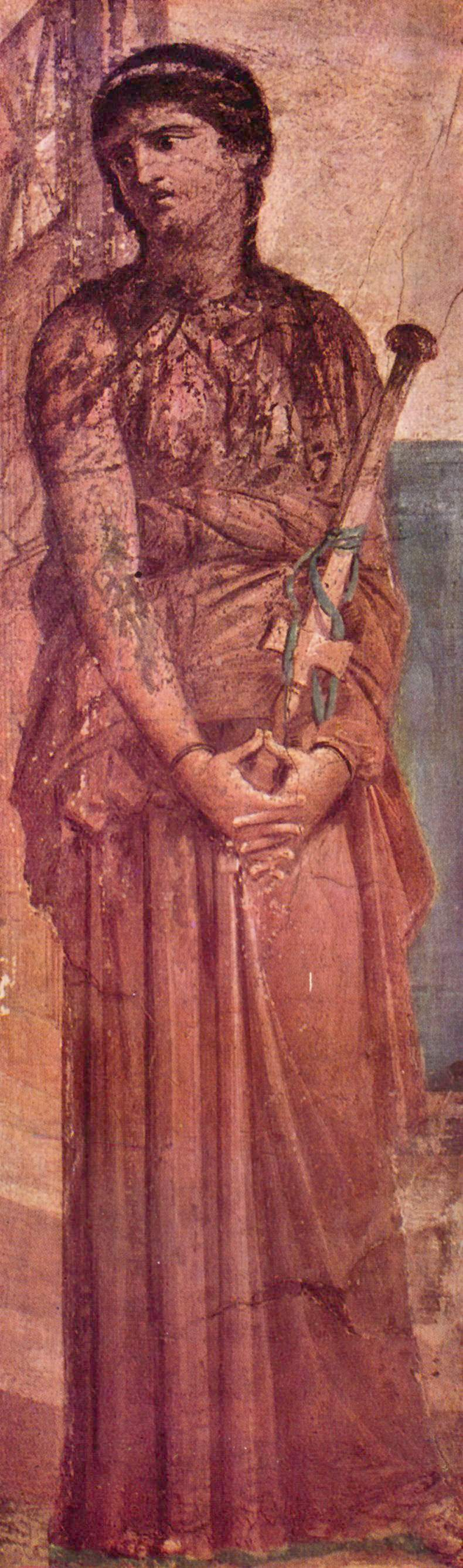
Fresc de Medea procedent d'Herculà

### Heroides(Les heroïnes)
Heroides (Heroidum epistulae) és una obra de joventut d'Ovidi. És una correspondència en vers entre herois i heroïnes de llegenda. Entre Penèlope, Filis, Briseida, Fedra, Enone, Hipsípile, Dido, Hermíone, Deianira, Ariadna, Cànace, Medea, Laodamia, i Hipermnestra amb els seus amants. Algunes d'elles tenen la seva resposta (cartes 16 a 21). Són plenes d'una gran erudició mitològica i d'ornamentació retòrica: en Enone podem veure una gran riquesa d'imatges bucòliques; en Hipermnestra un estil clar i frases tallades vers a vers. Sempre destaca la simpatia que Ovidi tenia pels personatges femenins. Les seves heroïnes no sols apareixen lliurades a l'amor d'un home sinó que també tenen un paper important en la societat: per exemple, Briseida és una princesa presonera i Dido té assumptes de govern entre mans.

### Amores(Els amors)
Pertany a una obra de joventut. Primer fou dividida en cinc llibres. Després va quedar-ne reduïda de manera definitiva a tres. Segons l'autor declara, és al gust i estil de Properi. Són elegies amoroses dedicades a una tal Corinna. Sembla ser un personatge fictici. Segueix els models de Tibul i Properci.

### Medicamina Faciei Femineae(Cosmètics facials femenins)
Vora un centenar de línies elegíaques sobreviuen d'aquest poema en tractaments de bellesa per la cara de la dona, que sembla una paròdia de la poesia didàctica seriosa. El poema diu que les dones s'han d'ocupar primer de les maneres i després prescriu diversos compostos per a tractaments facials abans d'aturar-se bruscament. L'estil no és diferent de les obres didàctiques hel·lenístiques més curtes de Nicandre i Àrat.

### Ars Amatoria(L'art de l'amor)
L'Ars Amatoria és un poema elegíac didàctic en tres llibres, que tracta d'ensenyar l'art de la seducció i l'amor. El primer llibre està dirigit als homes i els ensenya com seduir les dones; el segon, també als homes, els ensenya com mantenir una amant. El tercer està dirigida a les dones i ensenya tècniques de seducció. El primer llibre s'obre amb una invocació a Venus en què Ovidi s'estableix com un praeceptor amoris (1.17), un mestre de l'amor. Ovidi descriu els llocs on un pot anar a trobar un amant, com el teatre, un triomf, que es descriu a fons, o a l'arena (circ), i les maneres d'aconseguir que la noia se n'assabenti, fins i tot seduir-la de manera encoberta en un banquet. L'elecció del moment adequat és important, així com guanyar-se la confiança dels seus col·laboradors. Ovidi emfasitza la cura del cos de l'amant. Les digressions mitològiques inclouen un article sobre el rapte de les sabines, Pasífae, i Ariadna. El llibre 2 invoca Apol·lo i comença amb una narració de la història d'Ícar. Ovidi aconsella els homes que evitin donar massa regals, mantinguin la seva aparença, amaguin afers, felicitin les seves amants, i es congraciïn amb els esclaus per romandre en el costat bo de la seva amant. La cura de Venus per a la procreació es descriu com l'ajuda d'Apol·lo en el manteniment d'un amant; Ovidi després divaga sobre la història del parany de Vulcà a Venus i Mart. El llibre acaba amb Ovidi demanant als seus "estudiants" que estenguin la seva fama. El llibre 3 s'obre amb una reivindicació de la capacitat de les dones i la resolució d'Ovidi a favor de la dona, contra el seu ensenyament dels dos primers llibres. Ovidi dona a les dones instruccions detallades sobre la seva aparença i els demana que evitin d'arreglar-se massa. S'aconsella a les dones llegir poesia elegíaca, aprendre a jugar, dormir amb gent de diferents edats, conèixer gent, i dissimular. Al llarg del llibre, Ovidi intervé de manera juganera, criticant-se a si mateix per desfer tot el treball didàctic per als homes i mitològicament divaga sobre la història de Procris i Cèfal. El llibre acaba amb el desig que les dones segueixin el seu consell i estenguin la seva fama tot dient Naso magister erat, "Ovidi va ser el nostre mestre".

### Remedia Amoris(Remeis a l'amor)
Aquest poema elegíac proposa una cura per a l'amor que ensenya Ovidi en l'Ars Amatoria i s'adreça principalment als homes. El poema critica el suïcidi com un mitjà per escapar de l'amor i, invocant Apol·lo, diu als amants de no posposar les coses i no ser mandrosos en el tracte amb l'amor. S'ensenya els amants a evitar la seva parella, no fer màgia, veure el seu amant sense ser desprevingut, adoptar altres amants, i mai ser gelós. S'han de cremar les velles cartes i s'ha d'evitar la família de l'amant. Al llarg del poema, es presenta Ovidi com a metge i utilitza imatges mèdiques. Alguns han interpretat aquest poema com a tancament del cicle didàctic d'Ovidi de la poesia de l'amor i el final del seu projecte elegíac eròtic.

### Metamorphoses(Transformacions)

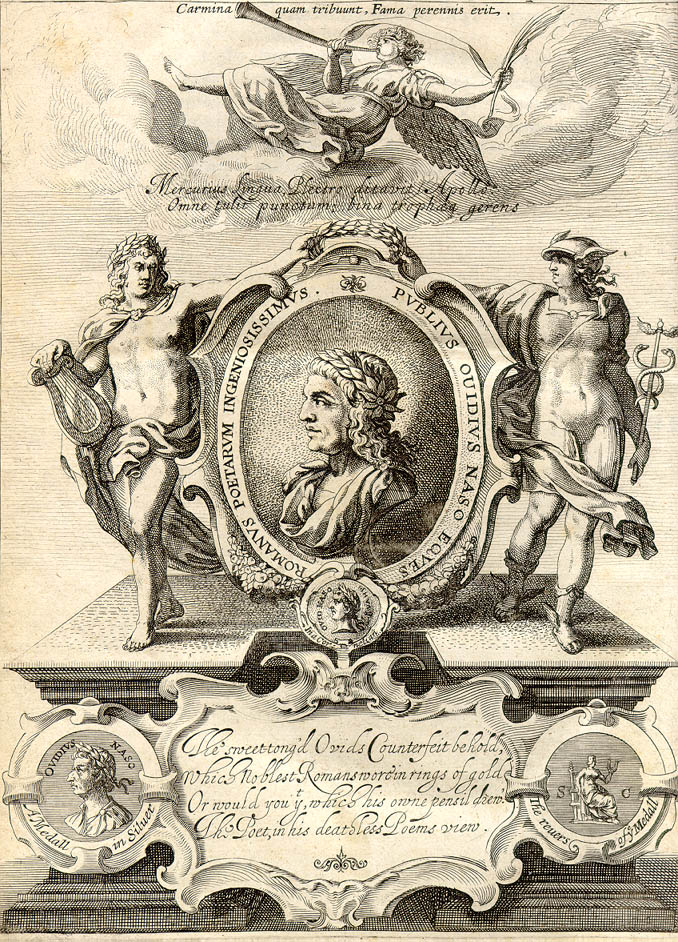
Edició anglesa de Les metamorfosis, 1632

Les metamorfosis, l'obra més ambiciosa i popular d'Ovidi, consisteix en un catàleg de 15 llibres escrits en hexàmetres dactílics sobre les transformacions en la mitologia grega i romana situada en un marc miticohistòric imprecís. Cada mite es troba a l'aire lliure on els mortals són sovint vulnerables a les influències externes. S'esmenten gairebé 250 diferents mites. El poema està en la tradició de la poesia mitològica i etiològica com ara Hesíode (Catàleg de la dona), Cal·límac (Aetia), Nicandre (Heteroeumena) i Parteni (Metamorfosi). El primer llibre descriu la formació del món, les edats de l'ésser humà, el diluvi, la història del rapte de Dafne per Apol·lo i de Io per Júpiter. El segon llibre s'obre amb Faetont i continua descrivint l'amor de Júpiter amb Cal·listo i Europa. El tercer llibre se centra en la mitologia de Tebes amb les històries de Cadme, Acteó i Penteu. El quart llibre se centra en tres parelles d'enamorats: Píram i Tisbe, Salmacis i Hermafrodit i Perseu i Andròmeda. El cinquè llibre se centra en el tema de les muses, i es descriu el rapte de Prosèrpina. El sisè llibre és un recull d'històries sobre la rivalitat entre els déus i els mortals; comença amb Aracne i acaba amb Filomela. El setè llibre se centra en Medea, així com Cèfal i Procris. El vuitè llibre se centra en la fugida de Dèdal, la caça del senglar de Calidó, i el contrast entre els pietosos Filemó i Baucis i el malvat Erisícton. El novè llibre se centra en Hèracles i la incestuosa Biblis. El desè llibre se centra en històries d'amor impossible, com Orfeu, que canta sobre Jacint, així com Pigmalió, Mirra i Adonis. L'onzè llibre compara la unió de Peleu i Tetis amb l'amor de Ceix i Alcíone. El llibre dotzè es desplaça del mite a la història i descriu les gestes d'Aquil·les, la batalla dels centaures i Ifigènia. El llibre tretzè tracta del concurs de les armes d'Aquil·les i Polifem. El catorzè es trasllada a Itàlia, i descriu el viatge d'Enees, Pomona i Vertumne i Ròmul. L'últim llibre s'obre amb una conferència filosòfica per part de Pitàgores i la deïficació de Cèsar. El final del poema elogia August i expressa la creença d'Ovidi que amb aquest poema ha guanyat la immortalitat.
En analitzar les Metamorfosis, els estudiosos s'han centrat en l'organització que fa Ovidi d'aquesta gran quantitat d'informació. Les formes en què les històries estan unides per la geografia, temes, o contrastos creen efectes interessants i obliga constantment el lector a avaluar-ne les connexions. Ovidi també varia el to i el material de diferents gèneres literaris. G. B. Conte ha qualificat el poema com "una espècie de galeria dels diversos gèneres literaris." En aquest sentit, Ovidi es compromet creativament amb els seus predecessors, al·ludint de manera original a tot l'espectre de la poesia clàssica. L'ús que fa Ovidi de l'èpica alexandrina, o dels dístics elegíacs, mostra la seva fusió d'estil eròtic i psicològic amb les formes tradicionals de l'èpica.
El pintor venecià Ticià va crear entre 1553 i 1562 per encàrrec del rei Felip II d'Espanya una sèrie de sis pintures, anomenades les poesies, les quals representaven escenes de les Metamorfosis;

### Fasti(Els festivals)
Ens han arribat sis llibres en elegíacs d'aquest segon ambiciós poema, en el qual Ovidi estava treballant quan va ser exiliat. Els sis llibres cobreixen el primer semestre de l'any, i cadascun dels llibres està dedicat a un mes diferent del calendari romà (gener a juny). El projecte sembla sense precedents en la literatura romana. Es creu que Ovidi havia planejat de cobrir tot l'any, però no ho va poder acabar a causa de l'exili, tot i que sí que va revisar seccions de l'obra a Tomis, i afirma en Trist. 2,549-52 que el seu treball va ser interromput després de sis llibres. Igual que en les Metamorfosis, el Fasti seria un llarg poema i poesia etiològica emulada per escriptors com Cal·límac i, més recentment, Properci i el seu quart llibre. El poema passa pel calendari romà, i explica els orígens i costums d'importants festivals romans; divaga sobre les històries mítiques, i dona informació astronòmica i agrícola apropiada per a l'estació. El poema va ser probablement dedicat a August, al principi, però potser la mort de l'emperador va provocar que Ovidi canviés la dedicatòria en honor de Germànic. Ovidi fa servir la pregunta directa dels déus i la investigació acadèmica per a parlar sobre el calendari i s'anomena a si mateix regularment com a vate, un sacerdot. També sembla emfasitzar les tradicions més populars de les festes, que impregnen el poema amb el gust popular plebeu, un fet que alguns han interpretat com a subversiu enfront de la legislació moral d'August. Tot i que aquest poema sempre ha estat molt valuós per als estudiosos de la religió i cultura romana, per la gran quantitat de material antic que preserva, recentment s'ha vist com una de les millors obres literàries d'Ovidi i una contribució única a la poesia elegíaca romana.

### Ibis(L'ibis)
L'ibis és un poema elegíac en 644 versos, en què Ovidi utilitza una enlluernadora varietat d'històries mítiques per a maleir i atacar un enemic que li fa mal en l'exili. Al principi del poema, Ovidi afirma que la seva poesia fins a aquest moment havia estat inofensiva, però que ara utilitzarà les seves habilitats per a fer mal al seu enemic. Cita l'Ibis de Cal·límac com la seva inspiració i crida a tots els déus per fer efectiva la seva maledicció. Ovidi fa servir exemples mítics per a condemnar el seu enemic en l'altra vida; cita prodigis malignes que van assistir al seu naixement, i després, en els següents 300 versos, desitja que els turments dels personatges mitològics els pateixi també el seu enemic. El poema acaba amb una oració perquè els déus facin la seva maledicció eficaç.

### Tristia(Tristes)
Els Tristia són cinc llibres de poesia elegíaca composta per Ovidi en el seu exili a Tomis. El llibre 1r conté 11 poemes, la primera peça és un discurs d'Ovidi al seu llibre sobre com s'ha d'actuar quan arribi a Roma. El 3r descriu la seva última nit a Roma, el 2n i 10è parlen del viatge d'Ovidi a Tomis, el 8è de la traïció d'un amic, i el 5è i 6è de la lleialtat dels seus amics i esposa. Ovidi es disculpa per la qualitat i el to del seu llibre, un sentiment del qual es fa ressò en tota la col·lecció. El llibre 2n consta d'un llarg poema en el qual Ovidi es defensa a si mateix i la seva poesia, utilitza precedents per a justificar el seu treball, i demana perdó a l'emperador. El llibre 3r, de 14 poemes, se centra en la vida d'Ovidi a Tomis. El primer poema descriu l'arribada del seu llibre a Roma per trobar les obres d'Ovidi prohibides. Els poemes 10, 12 i 13 se centren en les temporades passades a Tomis, el 9 sobre els orígens del lloc, el 2, 3 i 11 ens parlen de la seva angoixa emocional i el desig de la llar. L'últim poema és de nou una disculpa pel seu treball. El quart llibre té deu poemes dirigits sobretot als amics. El poema 1 expressa el seu amor per la poesia i el consol que porta, el 2 descriu un triomf de Tiberi. Els poemes 3-5 són per a amics, el 7 és una sol·licitud de correspondència, i el 10 una autobiografia. L'últim llibre de Tristia, amb 14 poemes, se centra en la seva esposa i amics. Els poemes 4, 5, 11 i 14 s'adrecen a la seva esposa, el 2 i el 3 són oracions a August i Bacus, el 4 i el 6 són per a amics, el 8 per a un enemic. El poema 13 demana cartes, mentre que l'1 i el 12 són disculpes als seus lectors per la qualitat de la seva poesia.

### Epistulae ex Ponto(Cartes des de la mar Negra)
Les Epistulae ex Ponto són una col·lecció de quatre llibres de poesia de l'exili. Aquesta obra, en forma d'epístoles elegíaques, va dirigida a amics que tenia a Roma. A diferència d'altres obres, Ovidi no manté l'anonimat de les persones a les quals van dirigides. En aquestes cartes expressava la nostàlgia del seu passat a Roma, i demanava que l'ajudessin a aconseguir el perdó d'August per poder tornar a la ciutat o que almenys li permetessin canviar de ciutat, ja que es trobava exiliat a Tomis (a l'actual Romania), molt lluny dels seus costums, llengua i cultura.

### Obres perdudes
Una pèrdua de la qual el mateix Ovidi ens informa és la primera edició de cinc llibres de l'Amores, la qual no ha arribat fins a nosaltres. La major pèrdua és l'única tragèdia d'Ovidi, Medea, una tragèdia sobre Medea de la qual només es conserven unes poques línies. Quintilià va admirar molt l'obra i la va considerar un exemple del talent poètic d'Ovidi. Lactanci fa una cita d'una traducció ovidiana perduda del Phaenomena Arat, tot i que l'adscripció del poema a Ovidi és insegura, ja que mai s'esmenta en una altra obra d'Ovidi. Tot i que és poc probable, si els últims sis llibres dels Fasti alguna vegada van existir, constitueixen una gran pèrdua. Ovidi també esmenta una mica de poesia ocasional que no ha sobreviscut. A més, perduda és la part final de la Medicamina.

### Obres considerades falses
- Nux ('El noguer')
- Consolatio ad Liviam Augustam ('Consolació a Lívia Augusta')
- Haleutica o Haleuticon ('Sobre la pesca')
- Somnium ('El somni')

## Traduccions al català
- Art d'enamorar. Traducció de Jaume Juan Castelló. Martorell: Adesiara, 2011.
- Heroides. Traducció d'Esther Artigas. Martorell: Adesiara, 2021.

## Llegat
El llegat d'Ovidi ha estat intens, especialment a partir del Renaixement, amb la revaloració dels temes clàssics i la literatura amorosa (abans es condemnaven algunes de les seves obres per la noció de pecat medieval, que veia reprovable un amor carnal deslligat de Déu). Potser l'episodi d'Apol·lo i Dafne de Les metamorfosis ha estat un dels que més repercursions ha tingut, tant en literatura com en les arts plàstiques.
Algunes de les obres i autors que mostren clares influències d'Ovidi són:
- La poesia de Modoin, de la cort carolíngia
- Roman de la Rose
- Dante
- L'obra de Petrarca i els seus successors
- Sandro Botticelli
- William Shakespeare
- Thomas Edwards
- La fábula de Polifemo i Galatea, de Luis de Góngora y Argote
- Gian Lorenzo Bernini
- Apollo et Hyacinthus de Wolfgang Amadeus Mozart
- Les Metamorfosis de Benjamin Britten
- Les lletres de Bob Dylan
- Orphée, pel·lícula de Jean Cocteau